# 北海道道120号美深中頓別線
北海道道120号美深中頓別線（ほっかいどうどう120ごう びふかなかとんべつせん）は、北海道中川郡美深町と枝幸郡中頓別町を結ぶ道道（主要地方道）である。

## 概要

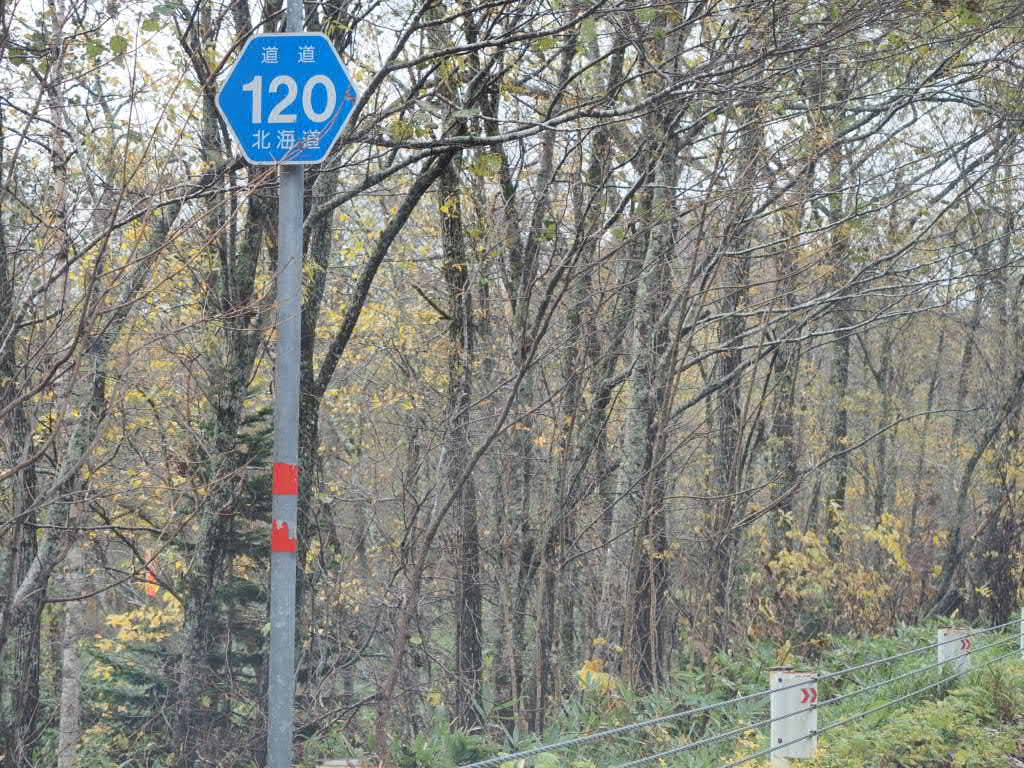
道道120号標識

### 路線データ
- 起点：北海道中川郡美深町仁宇布（北海道道49号美深雄武線交点）
- 終点：北海道枝幸郡中頓別町中頓別（国道275号交点）

## 歴史
- 1982年（昭和57年）9月30日 - 1017号として路線認定[1]。
- 1993年（平成5年）5月11日 - 建設省から、道道美深中頓別線が美深中頓別線として主要地方道に指定される[2]。
- 1994年（平成6年）10月1日 - 路線番号を120号に変更[3]。

この路線は、165号乙忠部中頓別線（1957年〈昭和32年〉3月30日認定）の一部と615号志美宇丹美深線（1968年〈昭和43年〉3月30日認定）を統廃合し、新たに認定したものである。なお、乙忠部中頓別線の残った区間は1023号上徳志別乙忠部線となった。

## 路線状況
元々この道道は狭隘かつ未舗装で、冬期通行止めだったが、後述の通り、天の川トンネルなどを開通、拡幅させるなどして、通年通行を可能にした。

### 重複区間
- 北海道道12号枝幸音威子府線：枝幸郡枝幸町歌登西町 - 枝幸町歌登桧垣町

### 道路施設
主なトンネル

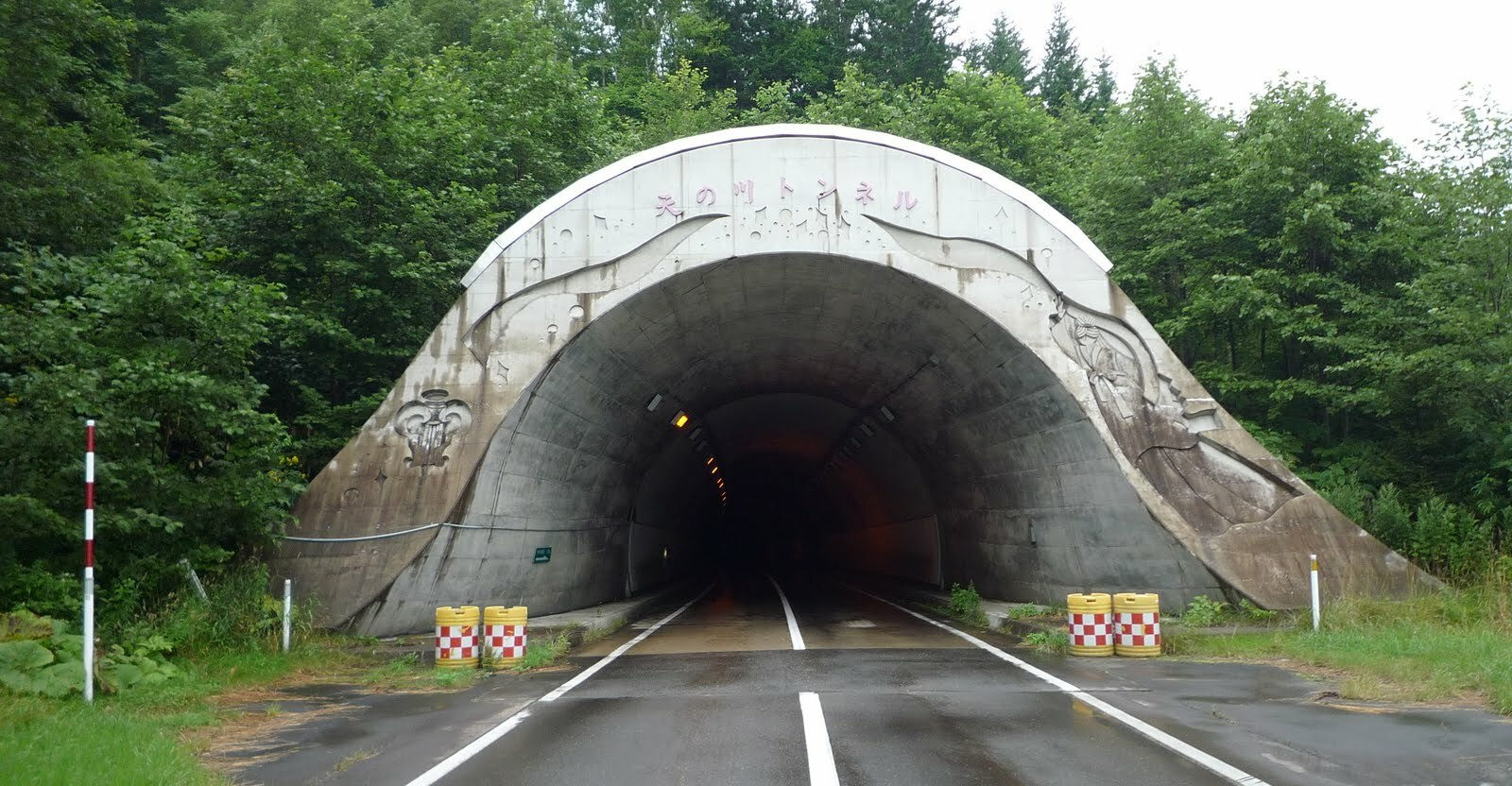
天の川トンネル（2008年8月）

- 天の川トンネル（1995年〈平成7年〉7月7日竣工・延長1353m）[5]

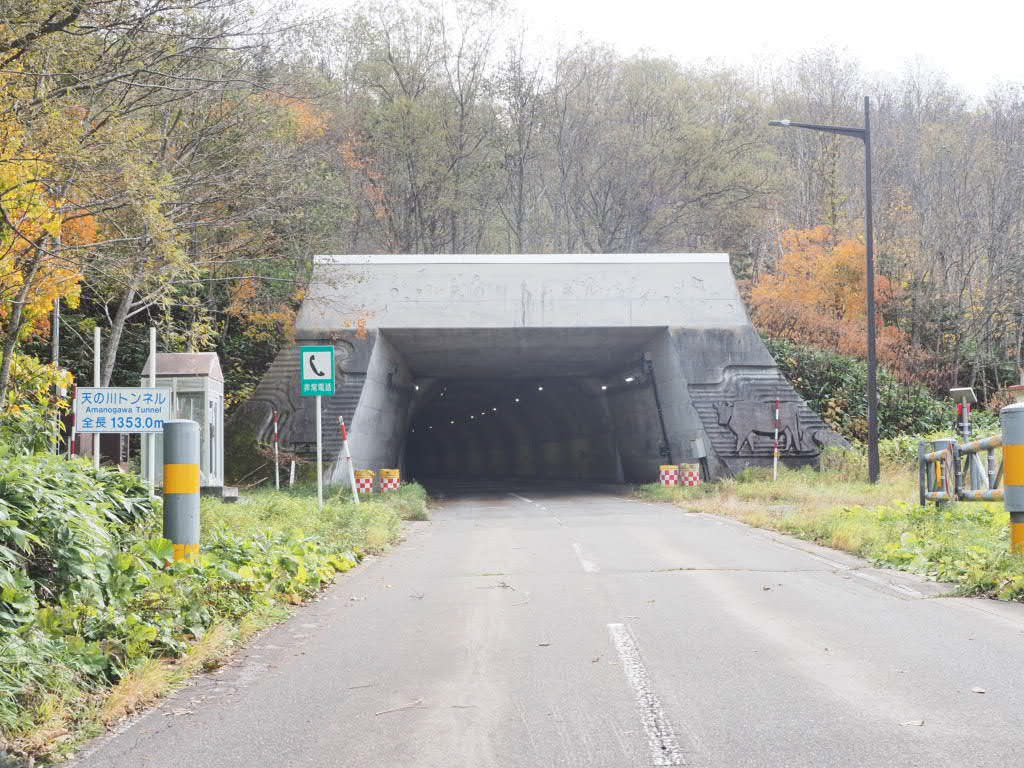
天の川トンネルｰ牽牛側(2024/10)

このトンネルは、もと旧国鉄美幸線未成区間の第2大曲トンネルを転用したものである。美幸線廃止後の代替路線確保のため、道路改良工事の一環として1990年（平成2年）10月に着工、総事業費53億円を投じて拡幅工事を行い、1995年（平成7年）7月7日の「七夕の日」「7並びの日」に開通した。旧道道の未舗装区間9.7kmをルート変更したもので、道路部分を含めた改良延長は3.8kmであり、冬季の通行止めが解消され、通年通行が可能となっている。「天の川トンネル」の名称の由来は、歌登町大曲（現・枝幸町歌登大曲）の徳志別川に架かる「牽牛橋」と枝幸町風烈布の風烈布川に架かる「織姫橋」にちなんでいる。

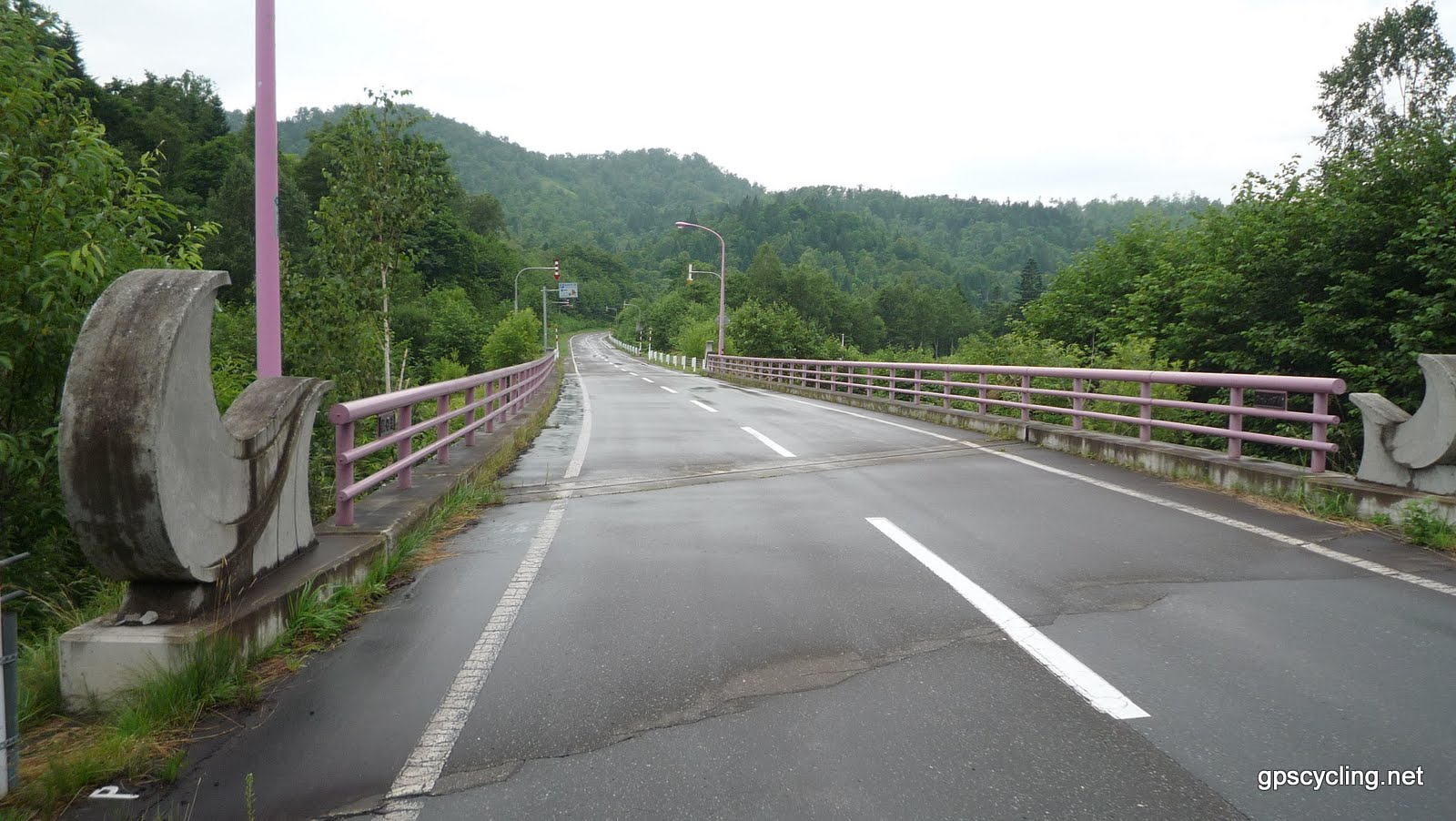
織姫橋（2008年8月）

主な橋梁
- 二十七線橋
- 陽明橋
- 織姫橋（1992年竣工）
- 牽牛橋
- 大曲橋
- 日の出橋
- 寿橋
- 豊沃橋（1999年竣工）
- 新開橋
- 天導橋
- 辺毛中央橋
- 辺毛内橋
- 歌登橋
- 寒月橋
- 曙橋
- 白岩橋（1974年竣工）
- 白岩2号橋（1972年竣工）
- 白岩1号橋
- ガロウ橋
- 会心橋
- 豊栄橋（1968年竣工）
- 兵知安橋（1970年竣工）
- 一の沢橋

## 地理

### 通過する自治体
- 上川総合振興局
  - 中川郡美深町
- 宗谷総合振興局
  - 枝幸郡
    - 枝幸町
    - 中頓別町

### 交差する道路
美深町
- 北海道道49号美深雄武線 - 仁宇布（起点）

枝幸町
- 北海道道880号上音標音標線 - 上音標
- 北海道道1023号上徳志別乙忠部線 - 上徳志別
- 北海道道12号枝幸音威子府線 - 歌登西町
- 北海道道12号枝幸音威子府線 - 歌登桧垣町

中頓別町
- 北海道道647号兵安上頓別停車場線 - 兵安
- 国道275号 - 中頓別（終点）

#### 沿線にある施設など
美深町
- トロッコ王国美深
- 美深町立仁宇布中学校

枝幸町
- 宗谷南農業協同組合歌登支所
- 枝幸町役場枝幸町歌登総合支所
- 稚内信用金庫歌登支店
- 枝幸町立歌登小学校
- 枝幸町立歌登中学校

中頓別町
- 中頓別町中頓別小学校
- 稚内信用金庫中頓別支店
- 中頓別郵便局